# Lasioglossum alanum
Lasioglossum alanum là một loài Hymenoptera trong họ Halictidae. Loài này được Blüthgen mô tả khoa học năm 1929.